# David (Michelangelo)

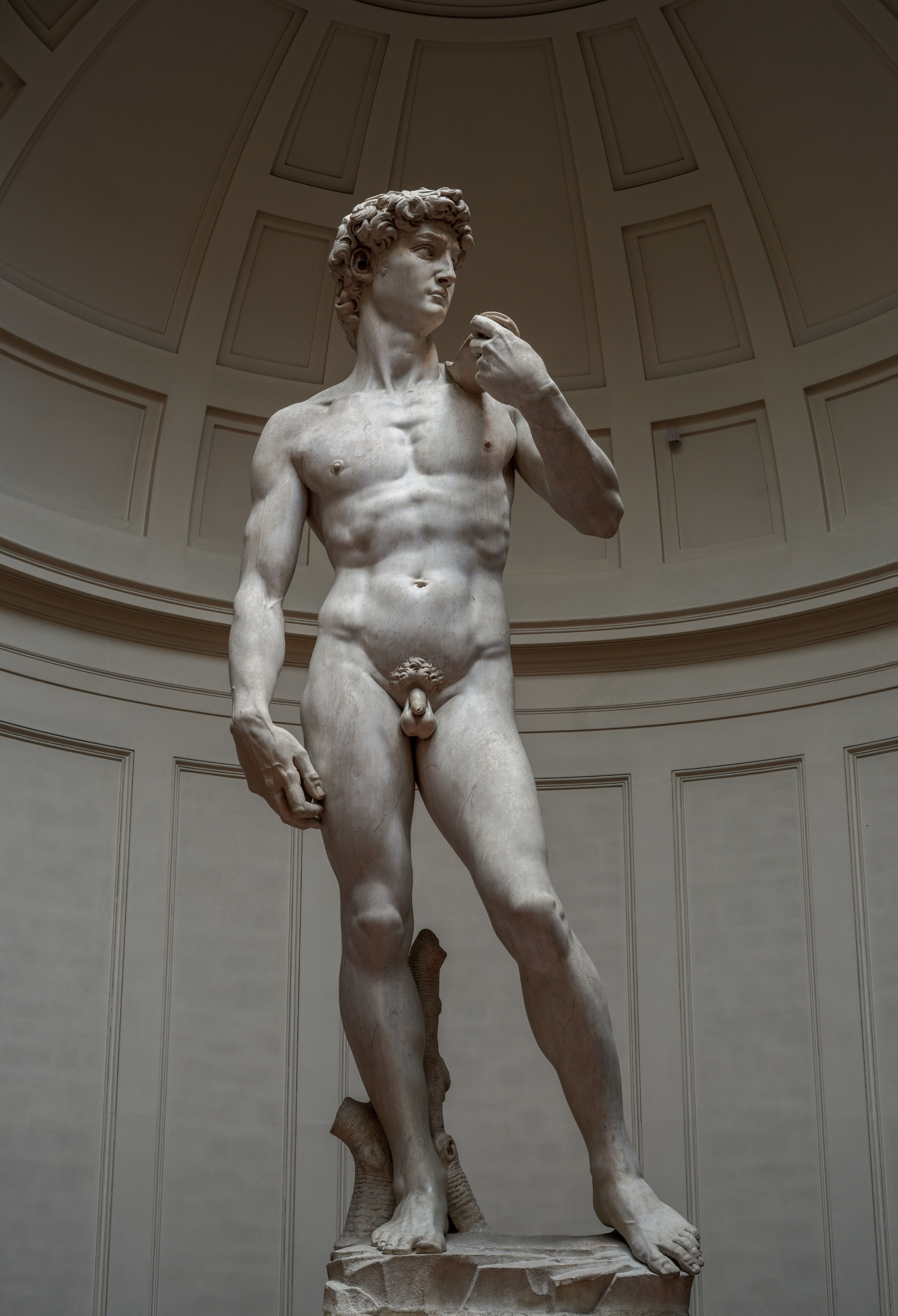
David, Original in der Galleria dell’ Accademia, Florenz

Der David von Michelangelo, zwischen 1501 und 1504 in Florenz entstanden, ist die erste Monumentalstatue der Hochrenaissance und gilt als die bekannteste Skulptur der Kunstgeschichte. Das aus einem einzigen Marmorblock gehauene Original befindet sich seit 1873 in der Galleria dell’Accademia in Florenz. Die 5,17 Meter hohe Figur wiegt schätzungsweise fast sechs Tonnen.
Die Skulptur, die David in Vorbereitung auf den Kampf gegen Goliath zeigt, wurde 1504 auf der Piazza della Signoria aufgestellt, als Symbol der Republik Florenz, gegen deren Feinde David wacht.

## Beschreibung
Die Skulptur stellt den biblischen David in dem Augenblick dar, in dem er, die Steinschleuder bereits geladen, den Riemen noch auf der Schulter abgelegt, den Kampf gegen den Riesen Goliath aufnimmt (1 Sam 17 ). Davids Körper erscheint in einer eigentlich entspannten Kontrapost-Stellung. Die kampfbereite Spannung wird in den hervorstehenden Adern der rechten Hand erkennbar, die das Wurfgeschoss umschließt, vor allem aber in der Nacken- und Gesichtspartie: in den straffen Halssehnen, den angespannten Lippen und Nasenflügeln, der gerunzelten Stirn. Davids Blick ist auf einen Punkt in der Ferne gerichtet.
Michelangelos Darstellung unterscheidet sich von früheren Versionen der Florentiner Renaissance, da sie David vor dem Kampf gegen den Riesen zeigt. Die Bildhauer Donatello und Verrocchio und der Maler Andrea del Castagno stellen den jugendlichen Helden mit dem abgeschlagenen Kopf Goliaths dar. Michelangelo hingegen lenkt die Aufmerksamkeit des Betrachters nicht mehr auf den bereits entschiedenen Sieg, sondern auf den unmittelbar bevorstehenden, aber siegesbewussten Kampf.

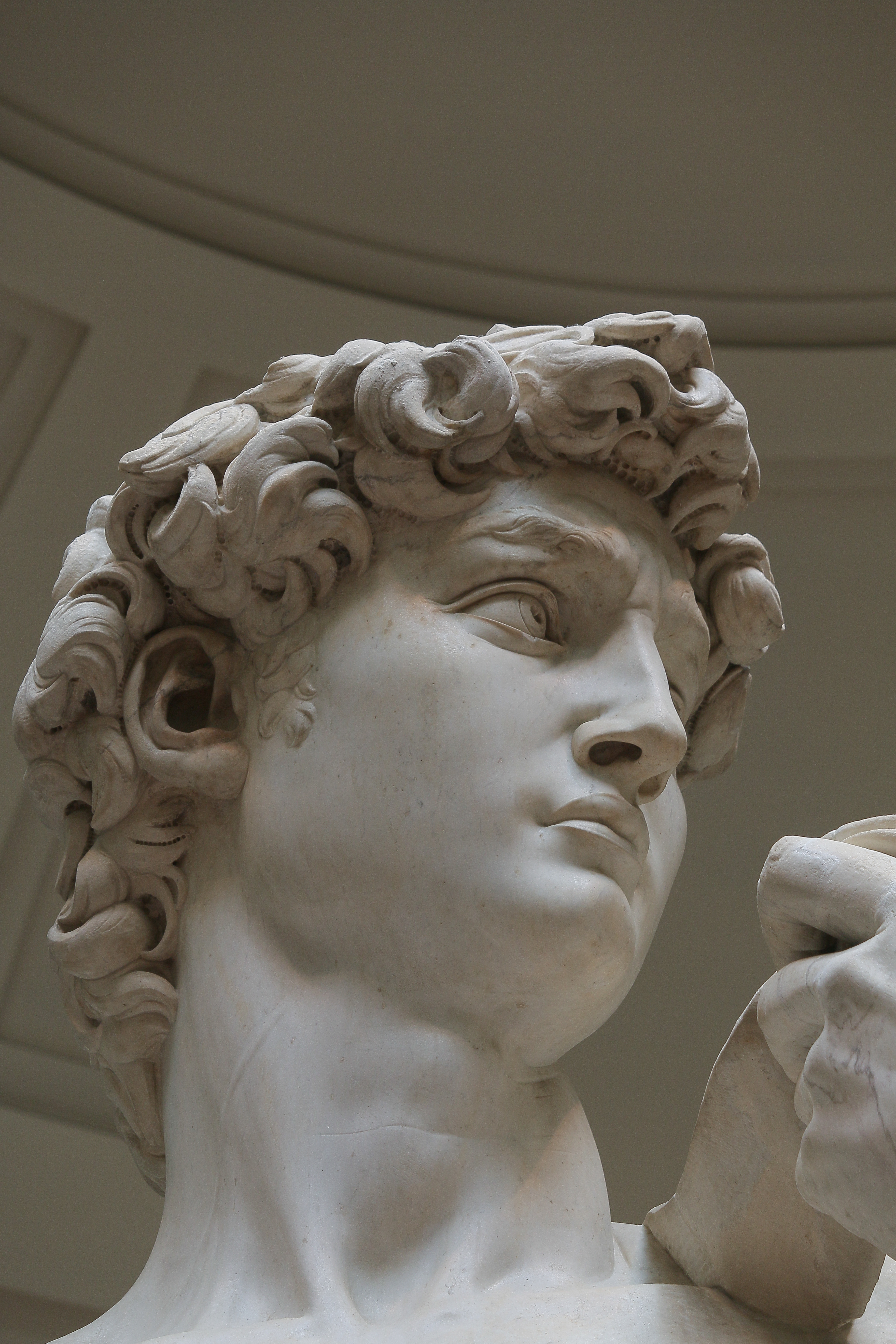
Kopf

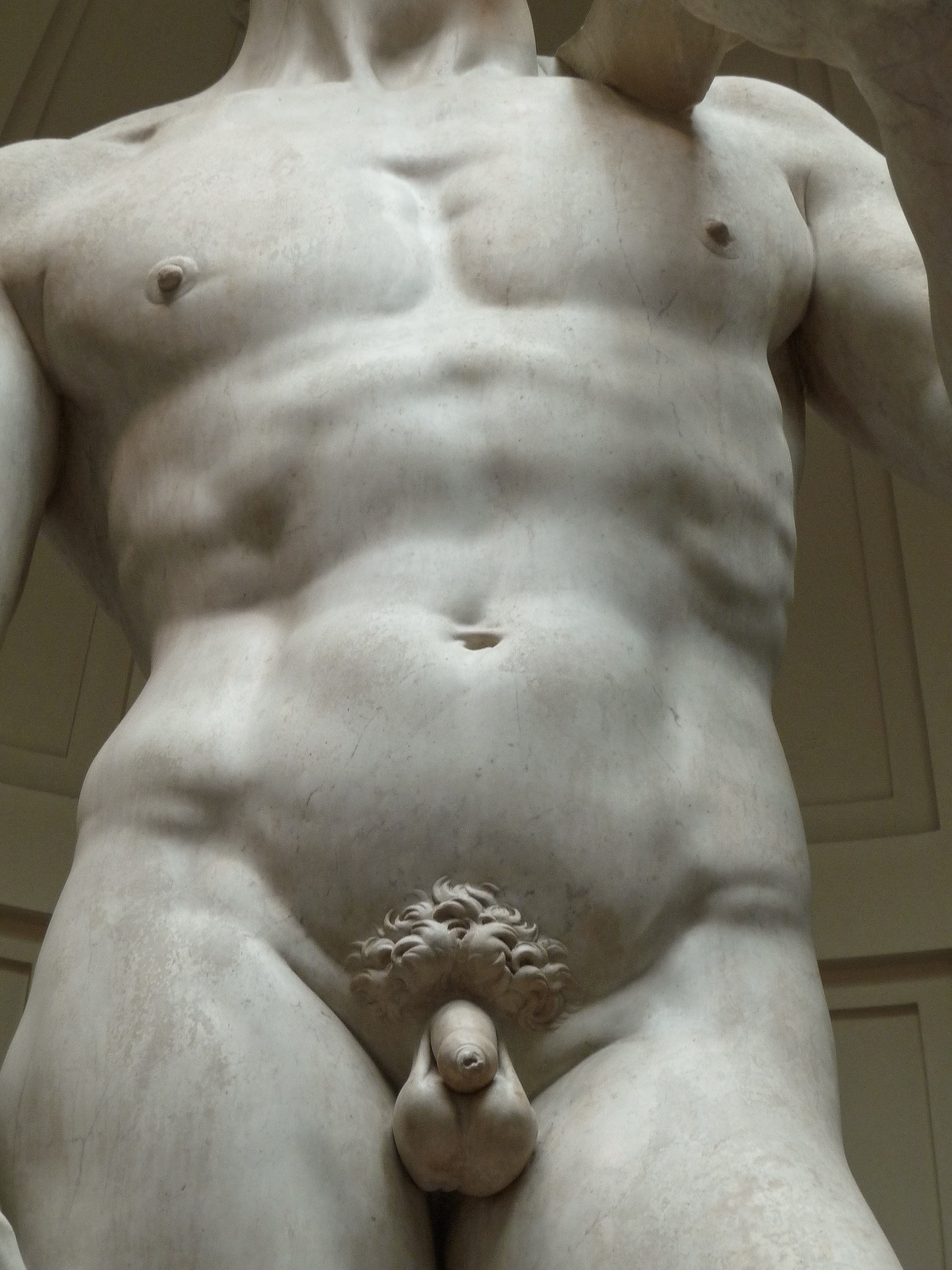
Modellierung des Rumpfes

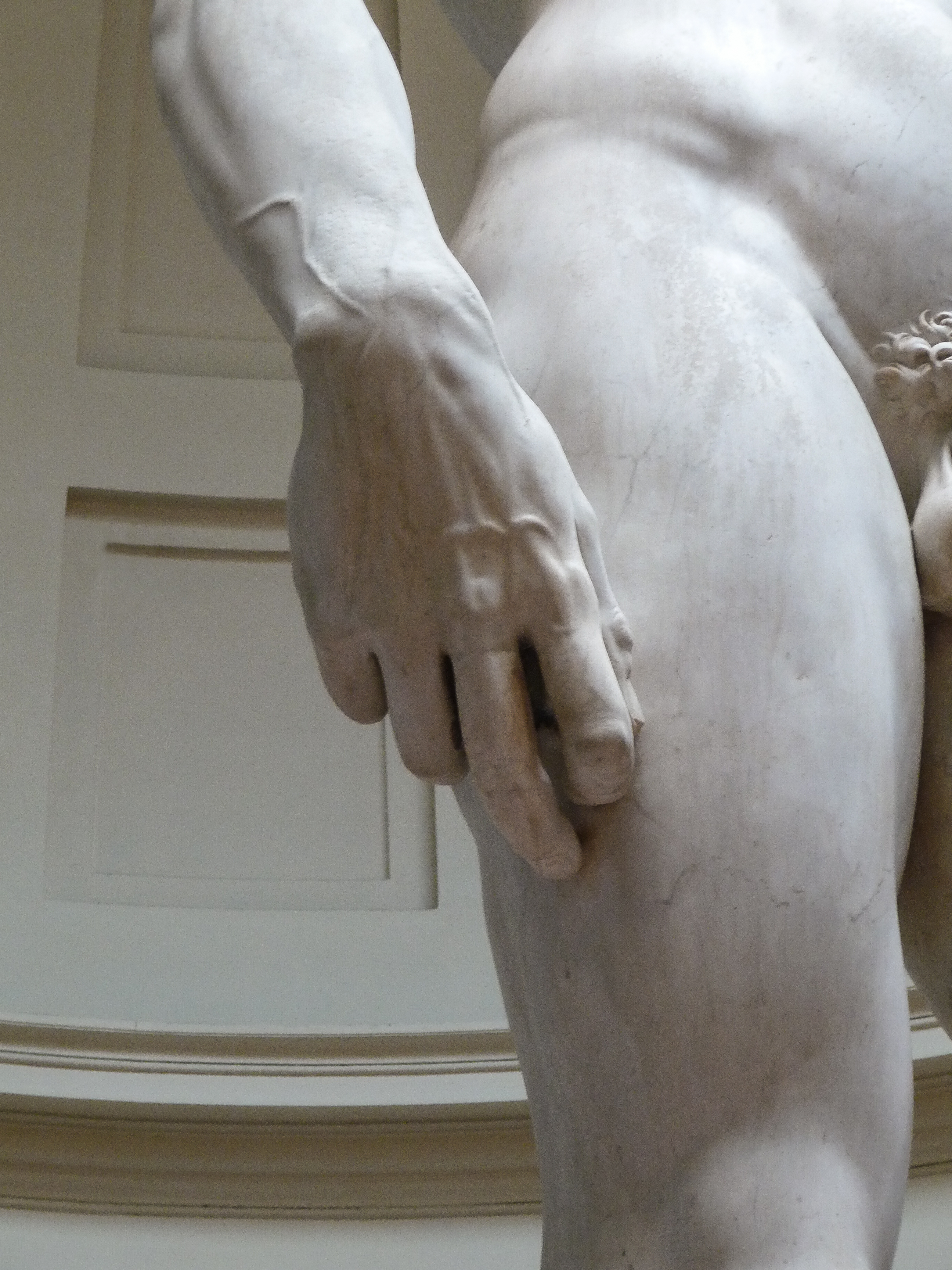
Rechte Hand

## Entstehung
1501 erhielt der 26-jährige Michelangelo von der Arte della Lana, der Wollweberzunft, als verantwortliche Verwalter des Doms, den Auftrag für eine kolossale Davidstatue. Als Lohn wurden 400 Gulden vereinbart. Ihm stand ein riesiger Carrara-Marmorblock, genauer ein Statuarioblock, zur Verfügung, der nach aufwendiger, zweijähriger Reise seit 1468 im Domgarten lagerte. Dieser Block war über fünf Meter lang, aber dazu relativ schmal, wog etwa zwölf Tonnen und wies auch kleine Löcher und Adern auf. Bereits 1464 war Agostino di Duccio beauftragt worden, aus dem Block eine David-Figur zu schaffen, sowie 1476 desgleichen Antonio Rossellino; beide Bildhauer hatten die Arbeit aufgegeben und den wuchtigen Block in grob behauenem Zustand hinterlassen. Michelangelo sollte nunmehr den fast vierzig Jahre zuvor von der Domopera gefassten Plan vollenden, das Figurenprogramm der äußeren Strebepfeiler von Santa Maria del Fiore durch einen David zu ergänzen.
Die auf den ersten Blick mangelhaft erscheinenden Proportionen der Figur waren der starken Untersicht des vorgesehenen Standorts in großer Höhe außen am Domchor angepasst.
Im Frühjahr des Jahres 1504 entschied sich eine von der Signoria der Stadt eigens eingesetzte Kommission, der neben anderen auch die Künstler Piero di Cosimo, Sandro Botticelli und Leonardo da Vinci angehörten, jedoch für einen anderen Standort für den fast fertiggestellten David. Die Kommission wählte mehrheitlich den Platz vor dem Palazzo Vecchio, dem Sitz der Signoria.
Beim vier Tage dauernden Transport der Statue, während einer Nachtpause, griff eine Gruppe von jungen Leuten, die der pro-Medici-Fraktion treu waren und von der Macht verdrängt wurden, die Statue an, indem sie das Symbol der republikanischen Regierung mit Steinen bewarf; der symbolische Wert des Werkes war offensichtlich – David wurde als Kämpfer gegen die 1494 vertriebenen Medici gesehen.
Am 8. September 1504 wurde die Skulptur vor dem Palazzo Vecchio feierlich enthüllt.

## Geschichte der Skulptur
1527 sei, so wurde berichtet, eine Sitzbank aus dem Sitzungssaal der Signoria im Palazzo Vecchio auf die Straße geflogen, die den linken Arm getroffen habe, der in drei Stücke zerbrach. Der junge Giorgio Vasari sammelte die Bruchstücke ein und gab sie in Verwahrung. Nachdem die Herrschaft der Medici endgültig gesichert war, wurden sie 1543 Cosimo I. übergeben, der die Figur restaurieren ließ.
Um die Marmorskulptur vor der Witterung zu schützen, wurde 1873 beschlossen, sie von der Piazza della Signoria zu entfernen und in der Florentiner Accademia unterzubringen. Für diesen Zweck hatte der italienische Architekt Emilio de Fabris einen eigenen Kuppelraum, die sogenannte Tribuna, entworfen. Durch bürokratische und bauliche Verzögerungen wurde der Umzug der Figur zunächst verhindert und sie wurde in einer Holzverschalung in der Nähe der Accademia untergebracht. 1882 konnte die Tribuna fertiggestellt und mit ihrem David der Öffentlichkeit zugänglich gemacht werden.

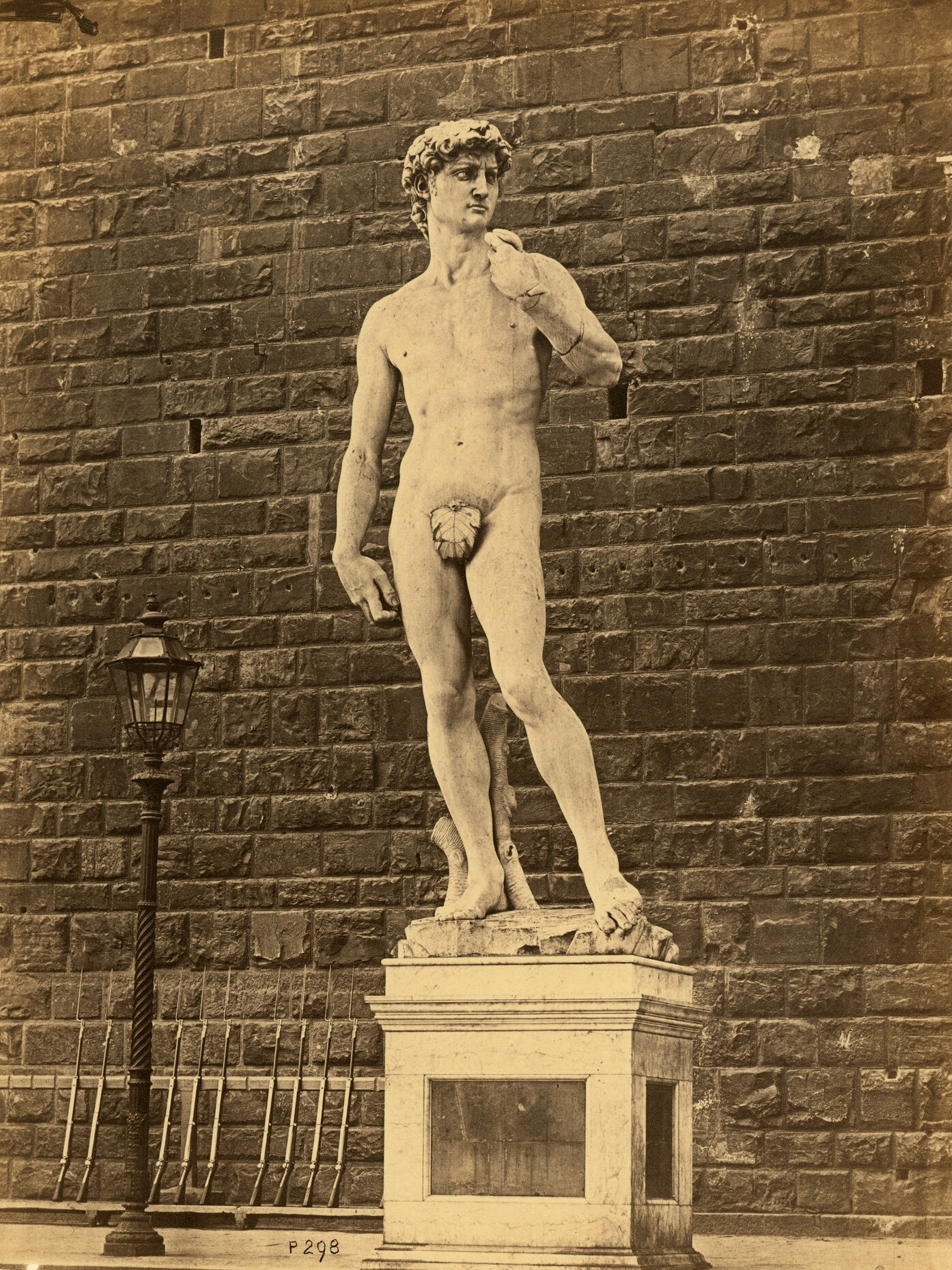
Der David vor dem Palazzo Vecchio, bevor er 1873 entfernt wurde, mit einem im 16. Jahrhundert montierten Feigenblatt

1991 wurde die Statue von einer Person beschädigt, die einige Stücke Marmor aus den Zehen des linken Fußes mit einem Hammer herausschlagen konnte, bevor sie von Sicherheitskräften überwältigt wurde.

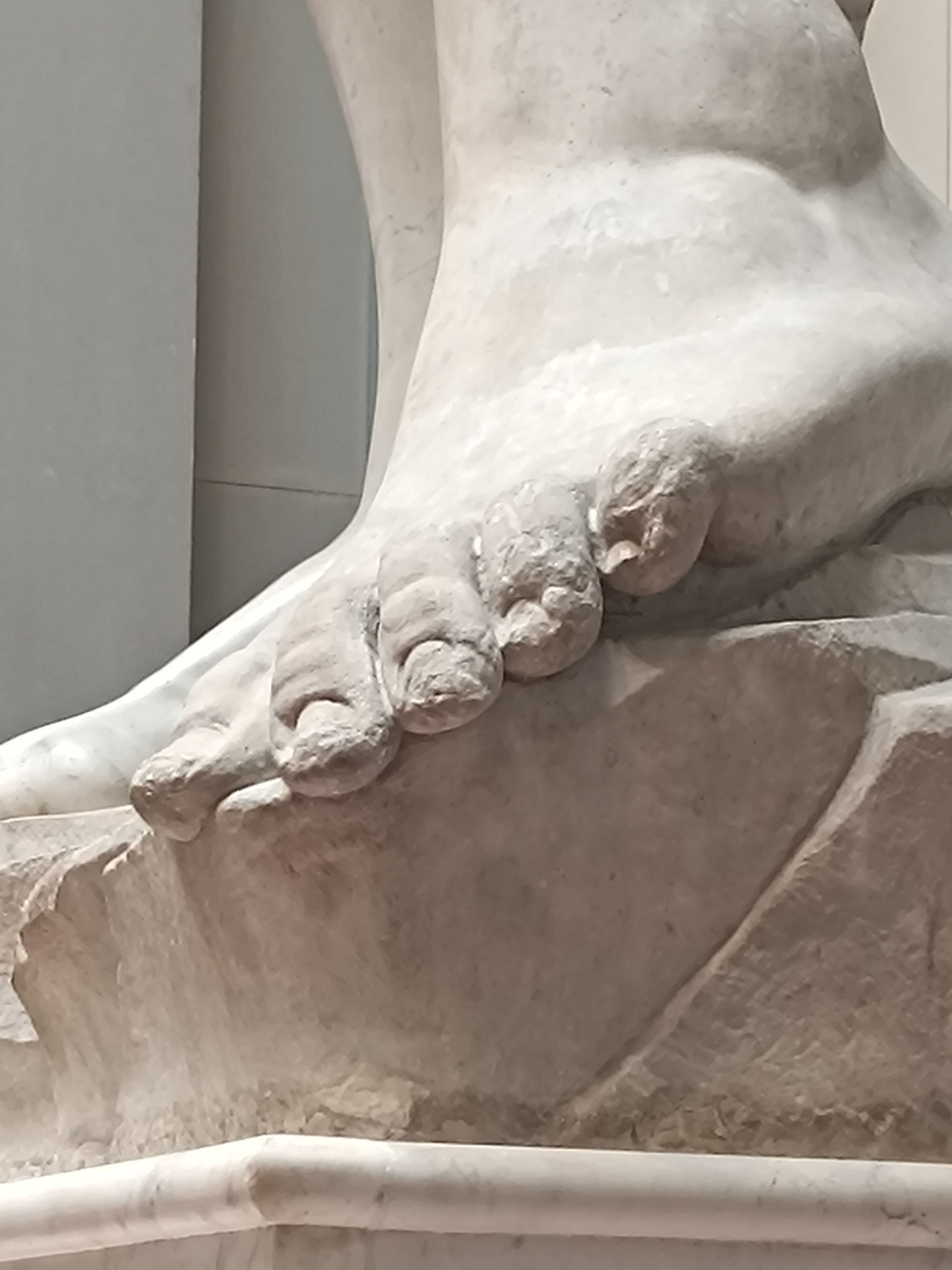
Im Jahr 1991 beschädigte Zehen

2010 erhob der italienische Kulturminister Sandro Bondi Eigentumsansprüche des italienischen Staates gegenüber der Stadt Florenz an der Figur. Der Staat hat es bislang unterlassen, die fünf Meter hohe Skulptur vor Erdbeben zu schützen und auf einen erdbebensicheren Sockel zu stellen, um ihr Sturz- und Zerstörungsrisiko zu mindern.

## Kopien der Statue

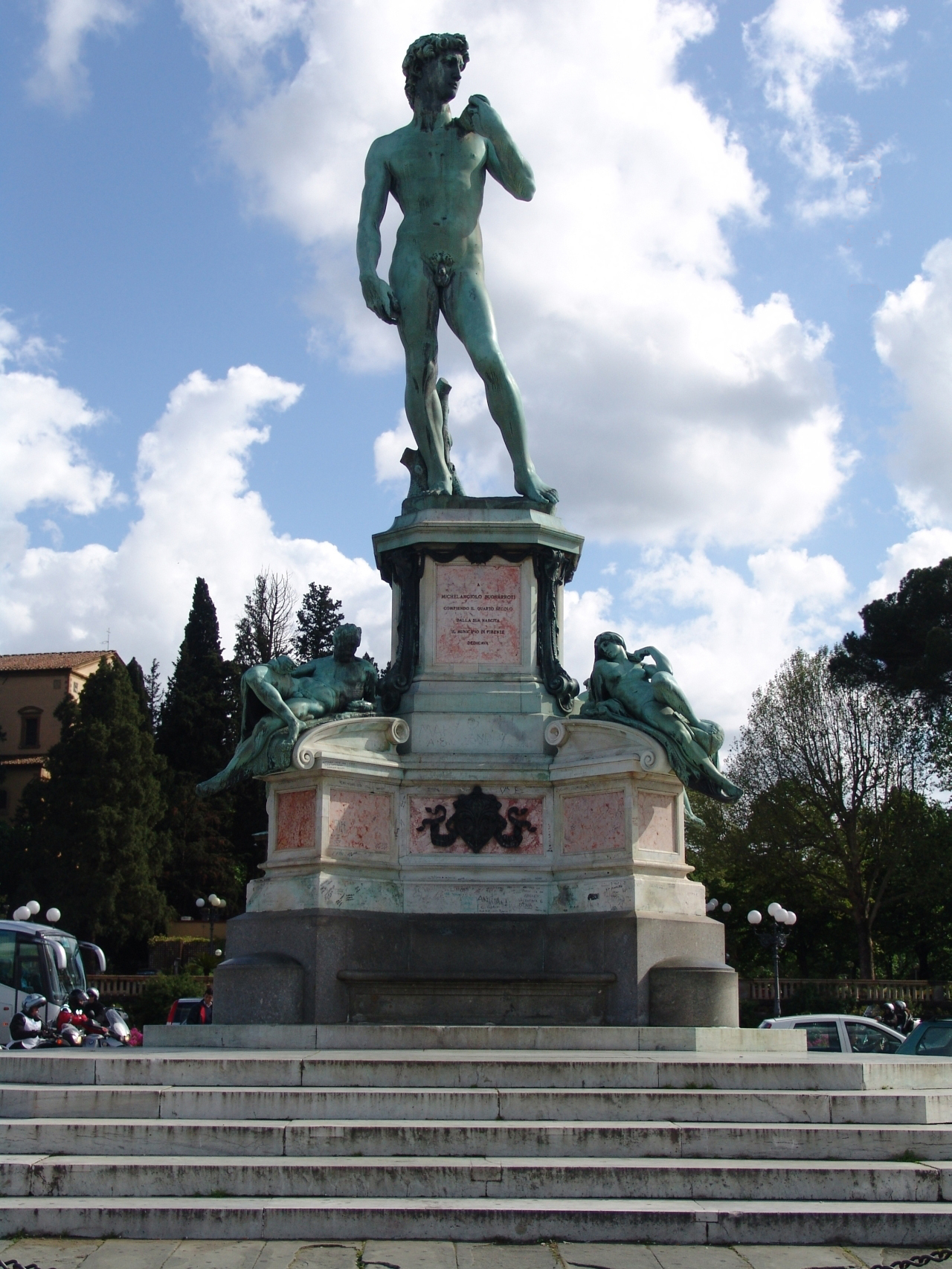
Bronzekopie auf der Piazzale Michelangelo in Florenz

In Florenz wurde 1910 am ursprünglichen Platz der David-Statue vor dem Palazzo Vecchio eine Marmorkopie aufgestellt. Ein Bronzeabguss bildet den Mittelpunkt eines Ensembles auf dem um 1900 angelegten Piazzale Michelangelo, das von – ebenfalls in Bronze abgegossenen – weiteren Florentiner Skulpturen Michelangelos flankiert ist.
Inzwischen gibt es weltweit zahlreiche Kopien des David, darunter:
- Eine maßstabsgetreue Nachbildung wurde für das Puschkin-Museum für bildende Künste in Moskau zu Lehrzwecken für Studenten geschaffen, wo sie zusammen mit Kopien der Werke anderer Künstler zum selben Sujet steht.[14]
- 1896 schenkte der deutsche Verleger Arnold Hirt dem Leipziger Museum der bildenden Künste eine maßstäbliche Kopie aus Gips.[15]
- Der italienische Künstler Clemente Papi fertigte im 19. Jahrhundert eine Gipskopie für Königin Victoria von England an, sie zeigte sich jedoch über die Nacktheit der Figur so schockiert, dass zusätzlich ein maßstäbliches Feigenblatt angefertigt wurde, das bei zukünftigen königlichen Besuchen die Genitalien verhüllte. Die Figur befindet sich heute (samt einer Kopie des Feigenblattes) im Victoria and Albert Museum in London.[16]
- 1995 wollte die Stadt Florenz der Stadt Jerusalem eine Kopie aus Anlass des 3000-jährigen Jubiläums der Eroberung der Stadt durch David schenken. Nach heftigem Widerstand seitens orthodoxer Juden lehnten die Behörden von Jerusalem das Geschenk ab, weil die Statue einerseits nackt  und andererseits unbeschnitten war und somit zwar einen Italiener, aber keinen Juden darstellen konnte.[17][18][19]
- In Kalifornien dekorierte jemand sein Haus und sein Grundstück mit 23 verkleinerten Kopien des David, allerdings alle mit unterschiedlichem Gesichtsausdruck.[20]
- Eine grell rosafarbene Kopie des David aus Metall und Epoxidharz von Hans-Peter Feldmann hat von 2010 bis 2016 im Kant-Park vor dem Lehmbruck-Museum in Duisburg gestanden, musste danach jedoch wegen Witterungsschäden demontiert und eingelagert werden.
- Mit einer Größe von 1 mm und einer Breite von 0,1 mm[21] ist eine Kopie aus Kupfer, welche durch ein spezielles 3D-Druckverfahren gefertigt wurde, die wahrscheinlich kleinste David-Statue der Welt.

## David als Skandal 2023
Im März 2023 wurde Hope Carrasquilla – Leiterin der privaten Tallahassee Classical School in Florida – infolge einer Beschwerde eines Elternteils bei der Schulbehörde über die Zurschaustellung angeblicher „Pornografie“ zum Rücktritt gezwungen, nachdem sie jugendlichen Schülern im Kunst-Unterricht ein Foto der David-Statue gezeigt hatte. Einem Kollegen, der gegen die Entlassung protestierte, wurde die Entlassung angedroht. Laut im Jahr zuvor verabschiedeter Richtlinien der Schule hätte die Lehrerin die Eltern vorab über ihre Absicht der Präsentation des David „informieren müssen“. Der Vorgang stieß international überwiegend auf Unverständnis. Im April besuchte Carrasquilla auf Einladung von Dario Nardella, dem Bürgermeister von Florenz, die Stadt und die David-Statue. Nardella rief die Gesellschaft zu Respekt vor der Arbeit der ehemaligen Rektorin auf.